# 猶他奧林匹克公園
猶他奧林匹克公園（Utah Olympic Park）是位於美國鹽湖城以東28英里（45）的一個冬季體育公園，為2002年冬季奧運會修建。這裡是2002年冬季奧運會雪車、鋼架雪車、雪橇、跳台滑雪、北歐混合式滑雪比賽的舉辦場地。現在這裡仍然是一座運動員訓練中心。公園內還有兩個博物館。

## 外部連結
- Utah Olympic Park - Official website
- Alf Engen Ski Museum （页面存档备份，存于） - Official Website